# Oregon University System
Das Oregon University System (Abkürzung OUS) war ein Verbund von zuletzt sieben staatlichen Universitäten und Hochschulen im US-Bundesstaat Oregon. An den Einrichtungen des OUS System studierten im Wintersemester 2010 insgesamt 96.960 Studenten. Der Kanzler (Chancellor) des State university system wurde vom Oregon State Board of Higher Education ernannt. Es wurde 2015 aufgelöst.

## Hochschulen
Die Verbund bestand 2015 aus folgenden Universitäten und Hochschulen:
- Eastern Oregon University in La Grande
- Oregon Institute of Technology in Klamath Falls
- Oregon State University in Corvallis
- Portland State University in Portland
- Southern Oregon University in Ashland
- University of Oregon in Eugene
- Western Oregon University in Monmouth

Mit der Oregon Health and Science University bestand eine enge Zusammenarbeit.